# 白瓣虎耳草
白瓣虎耳草（学名：Saxifraga doyalana），为虎耳草科虎耳草属下的一个植物种。